# تجانس الأناجيل

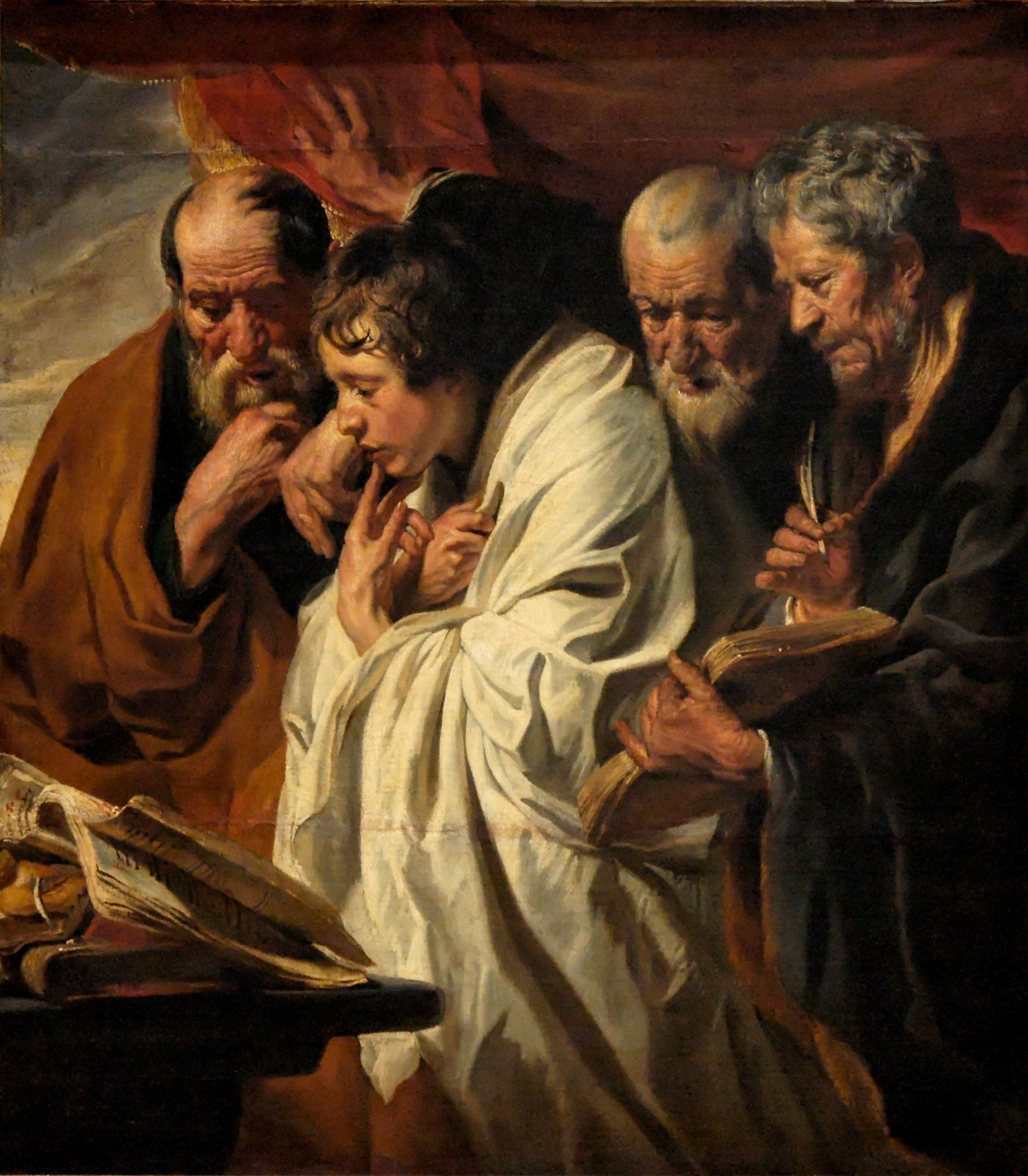
لوحة الإنجيليون الأربعة لياكوب جوردانس في متحف اللوفر.

تجانس الأناجيل هي محاولة لتوفيق الأناجيل القانونية المسيحية في نص واحد. جاءت تلك المحاولات في صورة رواية واحدة أو مدمجة أو جدول مُنسّق به عمود واحد لكل الإنجيل من الأناجيل المعروفة باسم الأناجيل الإزائية، وإن كانت كلمة «المتجانسة» تستخدم كثيرًا لوصف تلك الأناجيل. جاءت محاولات التجانس بين الأناجيل من خلال توفيق تسلسل زمني لأحداث حياة يسوع الواردة في الأناجيل القانونية، أو لفهم ترابط الروايات مع بعضها البعض بصورة أفضل.
كانت فكرة بناء التجانس مُفضّلة أكثر عند العلماء المحافظين. وعلى الجانب الآخر، يرى من يدرسون النقد الأعلى الاختلافات بين روايات الإنجيل انعاسًا لبنية تقاليد الطوائف المسيحية القديمة. حديثًا، تم التخلي عن محاولة بناء رواية واحدة إلى حد كبير لصالح المقارنة في أعمدة بين الروايات المتعددة، للسماح للدراسة النقدية للخلافات بينهم.
تعد محاولة تاتيان في القرن الثاني الميلادي لكتابة الإنجيل الرباعي أقدم محاولات التجانس بين الأناجيل، ثم تعددت المحاولات في العصور الوسطى. شهد ازدهار محاولات التجانس بين الأناجيل، واستخدم بناء الأعمدة المتوازية على نطاق واسع. في ذلك الوقت، بدأ أيضًا التمثيل البصري في الظهور الذي استهدف تصوير حياة المسيح، واستمر هذا الاتجاه حتى القرنين التاسع عشر والعشرين الميلاديين.